# 熊野灘
熊野灘（くまのなだ）は、フィリピン海（北西太平洋）のうち、日本の紀伊半島南端の和歌山県の潮岬から三重県大王崎にかけての海域の名称。

## 概要
沿岸はリアス式海岸が目立ち岩礁・暗礁が多い一方で天然の良港も多く、帆船の時代には風待港がない遠州灘と比べれば航海は楽であったという。遠州灘・相模灘とあわせて江戸と上方を結ぶ海の東海道となり、河村瑞賢による西廻海運の刷新によってさらに多くの廻船で賑わった。
沿岸の郷土料理には、めはりずし、秋刀魚寿司、なれずしなどがあり、熊野市・志摩市などに複数のダイダラボッチ伝承が伝わる。古式捕鯨の行われていた地域の一つで、太地町には捕鯨基地がある。また、潮岬以東の熊野灘沖では度々黒潮蛇行が発生する。
海上保安庁が発行する日本の水路図誌（海図）にも掲載されている。なお、海岸線が内側に湾曲している志摩半島の大王崎と太地町梶取崎の間に基線が設定されており、これより北西側は海洋法上日本の内水（内海）とみなされるため、日本の領海の範囲が通常より広くとられている。

## 沿岸の市町村
和歌山県
- 串本町
- 那智勝浦町
- 太地町
- 新宮市

三重県
- 紀宝町
- 御浜町
- 熊野市
- 尾鷲市
- 紀北町
- 大紀町
- 南伊勢町
- 志摩市

## 地形
尾鷲以北はリアス式海岸、熊野市から新宮までは礫からなる直線的な海岸（七里御浜海岸・三輪崎海岸）を持つ。更に、那智勝浦以南には奇岩が見られる。串本の橋杭岩や、那智勝浦の紀の松島などがそれにあたる。熊野市にも一部奇岩が見られる（例：鬼ヶ城、獅子岩など）。
沖合いは水深2000m程度で、平坦になっている。

## 漁業
熊野灘は黒潮が流れ、漁場のひとつとなっている。明治時代までは黒潮を回遊するカツオの大群が沿岸近くまでやって来ており、八丁櫓船などの手漕ぎ船でのカツオ漁が盛んであったが、沿岸近くのカツオの減少、漁船の動力化などにより遠洋化が進んだ。
太地町は捕鯨の町として知られる。捕鯨問題によって大規模な捕鯨が禁じられている現在も調査捕鯨の船舶が寄航する。また町内にはくじらの博物館があるほか、鯨料理を出す飲食店が多い。
那智勝浦は西日本を代表するマグロ水揚げ基地であり、本マグロをはじめ様々なマグロが水揚げ・取引され、「まぐろ祭り」も開催されている。南伊勢町ではマグロ養殖が行われ、ブルーフィン三重の「伊勢まぐろ」、清洋水産の「灘まぐろ」、丸久水産の「三重まぐろ」と3つの養殖マグロブランドがある。
サンマ漁も行われている。しかし三陸沖から泳いできたサンマは脂がほとんど乗っていないため、おもに寿司や刺身用となる。

## 自然災害

### 海難事故
「灘」という名が示す通り、船舶の航行の難所であり、しばしば海難事故が発生する。
- 1971年7月4日 - 熊野灘一帯が濃霧に包まれ船舶の衝突事故が続出。わずか1日の間に衝突事故7件、沈没2隻。死者・行方不明者10人を出す惨事となった[4]。
- 1977年3月30日 - ギリシアの貨物船『プロトクリトス』（9857トン、27人乗り組み）と韓国の貨物船『第52トン・ヤン』（990トン、23人乗り組み）が衝突。トン・ヤンが沈没して死者1人、行方不明20人[5]。

### 地震・津波
熊野灘は1944年の昭和東南海地震など、約150年の周期で繰り返し発生しているプレート境界地震の震源域にあたる。過去の災害ではとくに津波の被害が甚大である。また、台風銀座でもあり、伊勢湾台風を初めとして何度も台風の被害に見舞われている。
将来、発生が予想される南海トラフ巨大地震時には、大紀町、御浜町を中心に最大13mの津波が到達することが予想されている
紀北町をはじめ多くの自治体では津波避難施設（津波避難タワーなど）の整備が進められている。また、電柱などに、過去の津波高を示し注意を喚起している。津波からの避難訓練も頻繁に行われている。
熊野灘では地震や地殻変動の監視も盛んである。海上保安庁、名古屋大学、東北大学が同海域で定期的に地殻変動の観測を行っている。また、文部科学省が海底地震計ケーブルの設置を決定したほか、海洋研究開発機構も地震計ネットワークを敷設する計画がある。さらに掘削船ちきゅうも2007年から同海域で掘削調査を行っている。